# 마이크로소프트 오피스 공유 도구
이 문서에서는 마이크로소프트 오피스의 공유 도구에 대해 다룬다.

## 마이크로소프트 그래프
마이크로소프트 그래프 (혹은 마이크로소프트 차트)는 OLE 애플리케이션으로, 마이크로소프트 엑셀이나 액세스에서 그래프나 차트를 만들 때 사용하는 프로그램이다. 그렇지만 이 프로그램으로 만든 차트는 약간 오래된 느낌이 들기도 한다. 오피스 2003이 마이크로소프트 그래프를 사용한 마지막 프로그램이고, 엑셀 2007부터 더 좋은 그래프 프로그램을 사용하기 시작했다. 새 프로그램은 3D 렌더링 등을 지원한다.

## 워드아트

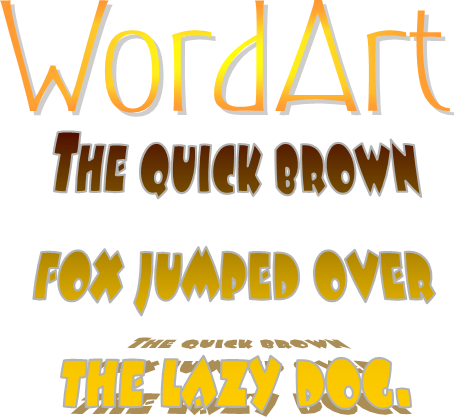
워드아트로 만든 예제 그림.

워드아트(WordArt)는 텍스트에 스타일을 입히는 유틸리티이다.

## 중단된 도구

### 마이크로소프트 도큐먼트 스캐닝
마이크로소프트 오피스 도큐먼트 스캐닝 (MODS)는 스캔 및 OCR 응용 프로그램으로, 마이크로소프트 오피스에 포함되어 있다. OCR 엔진은 뉘앙스의 옴니페이지(Nuance's OmniPage)를 기반으로 한다. 마이크로소프트 오피스 도큐먼트 스캐닝은 문서들의 기록 사본을 만드는 데에 적합하다.
마이크로소프트 오피스 도큐먼트 스캐닝은 MDI (마이크로소프트 오피스 도큐먼트 이미징 포맷)를 제어하는 응용 프로그램인 마이크로소프트 오피스 도큐먼트 이미징 포맷과 밀접한 관계가 있다. 이 응용 프로그램은 또한 TIFF 파일들을 만들어 낸다.
눈에 띄는 점은, 이 응용 프로그램은 OCR 자료를 MDI와 TIFF 파일 두 군데에 추가할 수 있다는 것이다. 윈도 셸 검색 기능에 포함된, 파일 위에서 몇 가지 종류의 자동화된 텍스트 검색을 가능하게 한다.